# Туапсинский нефтеперерабатывающий завод
Туапсинский нефтеперерабатывающий завод (Туапсинский НПЗ) — российское нефтеперерабатывающе предприятие в Краснодарском крае, эксплуатантом которого является ООО «РН-Туапсинский НПЗ». Завод составляет единый производственный комплекс с морским терминалом предприятия нефтепродуктообеспечения ПАО «Роснефть» — ООО «РН-Морской терминал Туапсе». Основная часть продукции идёт на экспорт. Входит в состав нефтяной компании «Роснефть».

## История
Туапсинский НПЗ был запущен в 1929 году, что делает его одним из старейших нефтеперерабатывающих предприятий России и старейшим среди НПЗ, входящих в состав НК Роснефть. Первая нефть для переработки поступала из Чечни по трубопроводу Грозный — Туапсе. Изначально планировалось, что основная часть продукции будет поставляться на экспорт по морю.
В 1992 году Туапсинский НПЗ был включён в состав НК Роснефть.

## Современное состояние
Мощность НПЗ до модернизации составляла 5 млн т. нефти в год, после — 12 млн. т. Туапсинский НПЗ следует считать сильно устаревшим: глубина переработки нефти в 2007 году составила всего 56 %, основными нефтепродуктами являются прямогонный бензин и мазут.
Поставка нефти для переработки на завод осуществляется из Западно-Сибирских, Оренбургских и Ставропольских месторождений при помощи трубопровода Транснефти, железнодорожного, водного и автомобильного транспорта.
90 % продукции предприятия идёт на экспорт.
В ходе российского вторжения в Украину в мае и июле 2024 года нефтезавод был поврежден дроном-камикадзе. Начался пожар. По сообщениям украинских источников, завод был атакован дронами ГУР МО Украины.
В том же году, согласно информации агентства Рейтерс, НК Роснефть несколько раз приостанавливала работу завода из-за недостаточной доходности.
В ночь на 14 марта 2025 года в Краснодарском крае вследствие падения обломков БПЛА начался масштабный пожар на Туапсинском нефтеперерабатывающем заводе. Произошло возгорание резервуара на территории нефтебазы. Губернатор Краснодарского края В. Кондратьев сообщил, что горит один из резервуаров с бензином, площадь пожара - больше 1 тыс. м2. Региональный оперштаб уточнил, что емкость резервуара составляет до 20 тыс. т. 
17 марта 2025 года пожар на нефтебазе полностью ликвидирован. 

## Модернизация и реконструкция
Учитывая тот факт, что Туапсинский НПЗ является отсталым в техническом плане, разрабатывается программа его модернизации: планируется, что объём переработки предприятием увеличится с 4,5 до 12 млн тонн в год, глубина — до 98,5 %, индекс сложности Нельсона возрастёт до 9, превысив средние аналогичные показатели НПЗ в Западной Европе. 11 октября 2013 года была введена в эксплуатацию самая мощная российская установка первичной переработки нефти ЭЛОУ-АВТ-12
В рамках модернизации с апреля по май 2014 года на стройплощадке завода были установлены в проектное положение 6 реакторов гидрокрекинга, что позволит существенно увеличить объёмы переработки нефти и перейти на выпуск продукции, соответствующей экологическому классу «Евро-5».
В феврале 2015 года на специально построенный причал крупнотоннажного оборудования ООО «РН-Туапсинский НПЗ» доставлена колонна гидрокрекинга. Вес доставленной колонны — 159 тонн, длина 35 метров, диаметр — 6,36 метра. Это одна из последних поставок крупнотоннажного оборудования для комбинированной установки № 2 в рамках строительства нового Туапсинского завода. Колонна станет основной частью строящегося комплекса гидрокрекинга, который обеспечит выпуск дизельного топлива высшего экологического стандарта — «Евро 5».
Проект по реконструкции завода начался в 2017 году. Инвестиции были направлены на строительство комплекса гидрокрекинга-гидроочистки и объектов общезаводского хозяйства. Модернизация предприятия направлена на обеспечение потребностей южных регионов в моторном топливе.

## Собственники и руководство
Туапсинский НПЗ находится под контролем НК Роснефть
Генеральный директор до июня 2017 г. — Лещев Олег Николаевич
Генеральный директор с июня 2017 г. — Скуридин Сергей Николаевич
Бичкевский Даниил Даниилович в период после 1924 года и до 1940 года — зам. управляющего конторы главнефть в г. Туапсе.